# Кара Іскандер

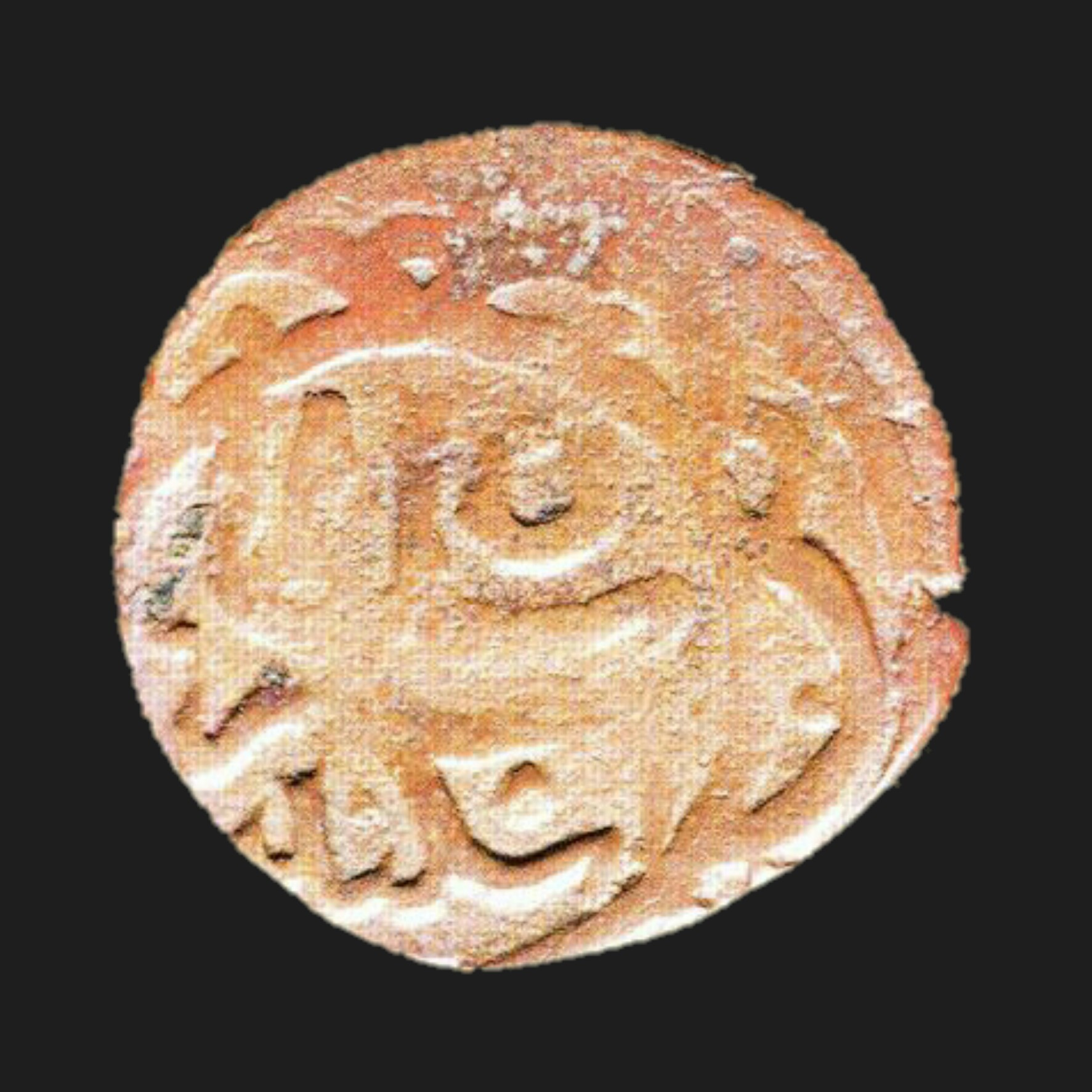
Монета з ім'ям Кара Іскандера

Кара Іскандер (*д/н — 1436) — 4-й бей Кара-Коюнлу в 1420—1436 роках.

## Життєпис
Походив з роду Кара-Коюнлу. Старший син бея Кара Юсуфа. Замолоду долучився до військових й державних справ, керував низкою провінцій. У 1420 році після смерті батька став беєм Кара-Коюнлу, втім, проти цього виступили його брати Іспенд та Абу Саїд. Зрештою Кара Іскандер об'єднався з Іспендом, змусивши Абу-Саїда тікати. Слідом за цим рушив проти Ак-Коюнлу, яким було завдано поразки.
Але в цей час до володінь Кара-Коюнлу вдерся Шахрух Мірза з династії Тимуридів, на бік якого перейшли деякі з васальних володарів Кара Іскандера, зокрема Халілулла I, ширваншах. У вирішальній битві при Яхсі у липні 1421 року Кара Іскандер разом з братом Іспендом зазнав тяжкої поразки й вимушений був тікати. Після підходу Шахруха до Герату, почалася нова боротьба з Іспендом, що захопив Тебриз. Кара Іскандер відвоював столицю та вигнав Іспенда з держави.
У 1422—1424 роках виступив проти курдських емірів, що його зрадили під час походу Шахруха, змусивши їх платити більшу данину, а частину стратив. У 1428 році здійснив похід проти Ширвана, правителя якого ширваншаха Халілуллу I змусив знову підкоритися. За цим захопив північно-західну Персію з містами Казвін, Султаніє, Занджан.
У 1429 році проти Кара Іскандера знову виступили Тимуриди, війська Шахруха зайняли Тебриз, де посадили на трон Абу Саїда. У 1430 році після повернення Шахруха до Герату, Кара Іскандер розпочав боротьбу з братом, якого повалив у 1432 році й стратив.
У 1432 році проти влади Кара іскандера в Арабському Іраку повстали його брати, з яких у 1433 році владу перебрав Іспандер, який визнав зверхність Шахруха Мірзи. За цих обставин у 1434 році проти бея Кара-Коюнлу знову виступив Шахрух.
У 1435 році Кара Іскандер завдав рішучої поразки Кара Осману, бею Ак-Коюнлу, союзнику Шахруха у битві при Ерзурумі. Але того ж року сам зазнав поразки від війська Тимуридів. Після цього втік до західних своїх володінь. У Тебризі посів його молодший брат Джаханшах. 
У 1436 році Кара-Іскандер виступив проти нього, але зазнав поразки у битві при Суфіяні (поблизу Тебриза). Тому Кара Іскандер відступив до фортеці Алінджак, де його взяв в облогу Джаханшах. Під час цього Кара Іскандера було вбито власним сином Шах-Кубадом.